# アーウィン・フリンク・スミス

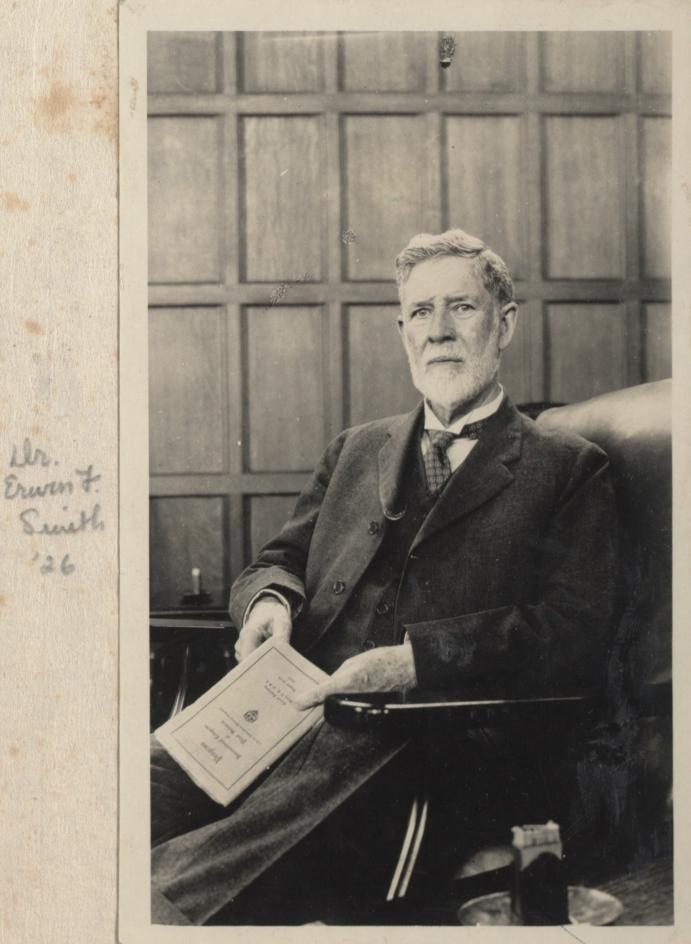
アーウィン・フリンク・スミス

アーウィン・フリンク・スミス（Erwin Frink Smith、1854年1月21日 – 1927年4月6日）は、アメリカ合衆国の農務省で働いた、植物病理学者である。多くの細菌性の植物の病疫の研究を行った。

## 略歴
ニューヨークのフルトン近くのギルバート・ミルズに生まれた。1870年に家族とミシガン州に移住しクリントン・カントリーで農園を開くが、事業は失敗し、ノース・プレーンズ・タウンシップに移った。スミスが高校に入学したのは農園の仕事をしなくてよくなった22歳の時である。多くの書籍を読み、独学で植物学や細菌学を学んだ。1881年に高校在学中に、ホィラー（Charles F. Wheeler）と共著で、ミシガンの植物に関する著書、"Cataloque of the Phaenogamous and Vascular Cryptogamous Plants of Michigan"を出版した。詩を書くのが好きで、いくつかの詩も書いた。
貧しかったので高校を卒業した後、大学へ進まず、ミシガン刑務所の看守となるが、公衆衛生に興味を持ち、細菌学の本を読み始めた。
1885年にミシガン大学に入学した時には、入学のすぐ後に、ほとんどの課程の試験に合格して見せて、一年後には植物学の学士号を得て、植物産業局（Bureau of Plant Industry）の植物病理学主任となった。1889年にミシガン大学の博士号を得た。植物の病気と細菌の研究を行い、1910年に "Bacteria in Relation to Plant Diseases"（「植物病に関する細菌」）を出版した。
オランダからアメリカに渡ってきた、フランク・ニコラス・マイヤーを雇ったことや、多くの女性研究者に植物産業局で研究させたことでも知られる。これらの女性研究者には、ネリー・A・ブラウン（Nellie A. Brown）、ブライヤン（Mary K. Bryan）、ヘッジズ（Florence Hedges）、マッキュロック（Lucia McCulloch）、カーク（Agnes J. Quirk）、ハッセ（Clara Henriette Hasse）らがいた。
腸内細菌科の属名、エルウィニア属（Erwinia）に献名されている。